# Несмашный, Иван Иванович
Иван Иванович Несмашный (8 марта 1937 — 19 апреля 2005) — передовик советского сельского хозяйства, звеньевой механизированного звена колхоза имени Щорса Новомосковского района Днепропетровской области, Герой Социалистического Труда (1965).

## Биография
Родился в 1937 году в селе Николаевка, ныне Новомосковского района Днепропетровской области в украинско-польской крестьянской семье. Завершил обучение в семи классах Николаевской школы, а в 1955 году окончил Покровское училище механизации сельского хозяйства.
После окончания обучения в училище стал работать механизатором в колхозе имени Щорса. Выращивал сахарную свёклу. В дальнейшем был назначен звеньевым механизированного звена. Добивался высоких урожаев, был победителем соревнования механизаторов района и области.
За успехи, достигнутые в повышении урожайности, увеличение производства и заготовок сахарной свёклы, Указом Президиума Верховного Совета СССР от 31 декабря 1965 года Ивану Ивановичу Несмашному было присвоено звание Героя Социалистического Труда с вручением ордена Ленина и золотой медали «Серп и Молот».
Продолжал работать в колхозе звеньевым. В 1971 году завершил обучение в Перещепинской средней школе, в 1974 году окончил Красноградский техникум сельского хозяйства. Неоднократно избирался депутатом сельского совета.
Проживал в селе Новое Новомосковского района. Умер 19 апреля 2005 года. Похоронен в селе Новое.

## Награды
За трудовые успехи удостоен:
- золотая звезда «Серп и Молот» (31.12.1965),
- орден Ленина (31.12.1965),
- другие медали.